# Terrence Jones
Terrence Alexander Jones (ur. 9 stycznia 1992 w Portland) – amerykański zawodowy koszykarz, występujący na pozycji silnego skrzydłowego, obecnie zawodnik Yulon Luxgen Dinos.
W 2010 wystąpił w meczu wschodzących gwiazd - Nike Hoop Summit oraz McDonald’s All-American.
Karierę koszykarską rozpoczął podczas studiów na uniwersytecie Kentucky w zespole Kentucky Wildcats. Po dwóch latach studiów zgłosił się do draftu NBA 2012, w którym to został wybrany z numerem 18 przez Houston Rockets.
22 lipca 2016 podpisał umowę z New Orleans Pelicans. 4 marca 2017 został zawodnikiem Milwaukee Bucks. Po rozegraniu trzech spotkań został zwolniony 1 kwietnia.
31 lipca 2017 został zawodnikiem chińskiego Qingdao Eagles. 13 grudnia podpisał umowę z Santa Cruz Warriors.
22 lutego 2019 podpisał 10-dniową umowę z Houston Rockets, 4 marca kolejną. 14 marca opuścił klub.
14 stycznia 2022 został zawodnikiem Yulon Luxgen Dinos.

## Osiągnięcia
Stan na 17 stycznia 2022, na podstawie, o ile nie zaznaczono inaczej.
NCAA
- Mistrz:
  - NCAA (2012)
  - turnieju konferencji Southeastern (SEC – 2011)
  - sezonu regularnego konferencji SEC (2012)
- Uczestnik rozgrywek Final Four turnieju NCAA (2011, 2012)
- Debiutant roku konferencji Southeastern (SEC – 2011)[14]
- Zaliczony do:
  - I składu:
    - SEC (2011)
    - turnieju SEC (2012)
    - debiutantów SEC (2011)
    - turnieju Maui Invitational (2011)

  - II składu SEC (2012)

D-League
- Najlepszy import konferencji ligi filipińskiej (2019)
- Zaliczony do III składu NBA D-League Showcase (2013)
- Uczestnik meczu gwiazd D-League (2013, 2018)[15]

NBA
- Uczestnik Rising Stars Challenge (2014)
- Zaliczony do składu najlepszych zawodników letniej ligi NBA w Orlando (2013)